# Ecos
Ecos es un cortometraje de la realizadora española Estefanía Muñiz. Este cortometraje retrata los momentos amargos de un ser humano, el cual, a pesar de su difícil situación, no pierde la esperanza.

## Argumento
Es la historia de una mujer con una profunda depresión, debido a la muerte de su hija en un accidente. Además, ella no tiene a su marido para ayudarla, su madre está en coma, y no se lleva bien con su hermana.

## Reparto
- Protagonizado por Mercè Llorens; la joven y talentosa promesa: Elena Suárez Pariente; y el ángel de la música, Ara Malikian.
- Beatriz Aladrén como hermana de la protagonista.